# 特內里費島實驗
特內里費島實驗是由卓瑞爾河岸天文台（當時被稱為納菲爾德電波天文學實驗室）和加那利群島天文研究所（IAC）合作建立的宇宙微波背景實驗。這是在特內里費島的泰德天文台安裝和運行的第一個CMB實驗，1984年10月開始運營，並在進行各種升級和額外的實驗後，於2000年結束。
它量測了CMB在5度角大小上的各向異性，這大約相當於星座獵戶座上半部的大小（從「腰帶」到「肩膀」）。為了减少接收機的不穩定性，它在相隔8度的兩個喇叭之間進行了快速迪克切換。為了消除長期漂移和大氣變化，它在喇叭前使用了一個平面鏡，進一步切換了8度。